# Vocal abierta central no redondeada
La vocal abierta central no redondeada es un tipo de sonido vocálico utilizado en algunas lenguas habladas. El Alfabeto Fonético Internacional no tiene un símbolo especial para la vocal abierta central no redondeada (entre a y ɑ).
Puede ser denotado con precisión utilizando algún diacrítico central del AFI, ya sea el [ä] o diacrítico retraído, o bien [a̠]. Muchos sinólogos usan el símbolo no oficial [ᴀ] (pequeña mayúscula [ᴀ] alternativamente). 
No obstante, en la práctica es muy común usar a, el símbolo oficial para una vocal abierta anterior no redondeada, para transcribir una vocal abierta central no redondeada, y usar æ, oficialmente una vocal casi abierta anterior no redondeada, para representar una vocal abierta anterior no redondeada en lugar de [a]. Ésta es la práctica normal, por ejemplo, en el estudio histórico del idioma inglés. Para más información, véase vocal abierta anterior no redondeada.
Sin embargo, se ha argumentado que la supuesta distinción entre una vocal abierta frontal y central se basa en teorías fonéticas obsoletas, y que la vocal cardinal [a] es la única vocal abierta, mientras que [ɑ], al igual que [æ], es una vocal casi abierta. la a es un sinónimo posterior de la

## Características
- Es una vocal abierta, lo que significa que la lengua está situada tan lejos como es posible del paladar.
- Su localización vocálica es central, lo que significa que la lengua se sitúa entre una vocal anterior y una vocal posterior.
- No está redondeada, lo que significa no se hace sobresalir los labios para ejercer fricción en su pronunciación.

### Aparece en
| Idioma          | Idioma                | Palabra             | AFI       | Significado      | Notas                                                                                                |
| --------------- | --------------------- | ------------------- | --------- | ---------------- | --- |
| Catalán         | Catalán               | s'a'c               | [säk]     | 'costal'         | Véase Fonología del catalán                                                                          |
| Checo           | Checo                 | 'a'merik'a'         | [ämɛrɪkä] | 'América'        | Véase Fonología del checo                                                                            |
| Neerlandés      | Neerlandés            | z'aa'l              | [zäːl]    | 'vestíbulo'      | En algunos dialectos, ésta puede ser en realidad una vocal posterior. Véase Fonología del neerlandés |
| Inglés          | australiano           | c'ar'               | [kʰäː]    | 'automóvil'      | Véase Fonología del inglés australiano                                                               |
| Inglés          | Sur de Estados Unidos | t'i'me              | [tʰäːm]   | 'tiempo'         | Véase Fonología del inglés                                                                           |
| Inglés          | Sur de Míchigan       | c'o't               | [kʰäʔt̚]   | 'cuna'           | Véase Fonología del inglés                                                                           |
| Francés         | Francés               | p'a'tte             | [pät]     | 'pata'           | Véase Fonología del francés.                                                                         |
| Hebreo          | Hebreo                | פח                  | [päχ]     | 'cubo de basura' | Las vocales hebreas no se muestran en el texto, véase Niqud y Fonología del hebreo moderno           |
| Húngaro         | Húngaro               | l'á'b               | [laːb]    | 'pierna'         | Véase Fonología del húngaro                                                                          |
| Igbo            | Igbo                  | 'á'kụ               | [ákú̙]     | 'meollo'         | |
| Italiano        | Italiano              | b'a'r'a'            | [ˈbäːrä]  | 'ataúd'          | Véase Fonología del italiano                                                                         |
| Japonés         | Japonés               | 蚊/k'a'             | [kä] ⓘ    | 'mosquito'       | Véase Fonología del japonés                                                                          |
| Polaco          | Polaco                | k'a't               | [kät]ⓘ    | 'verdugo'        | Véase Fonología del polaco                                                                           |
| Portugués       | Portugués             | v'á'                | [vä]      | 'va'             | Véase Fonología del portugués                                                                        |
| Rumano          | Rumano                | c'a'l               | [käl]     | 'caballo'        | Véase Fonología del rumano                                                                           |
| Gaélico escocés | Gaélico escocés       | sl'a't              | [slät]    | 'patio'          | Véase Fonología del Gaélico escocés                                                                  |
| Serbocroata     | Serbocroata           | п'а'тк'а'/p'a'tk'a' | [pätkä]   | 'pato hembra'    | Véase Fonología del serbocroata                                                                      |
| Español         | Español               | r'a't'a'            | [ˈrätä]   | 'rata'           | Véase Fonología del español                                                                          |
| Sueco           | Sueco                 | b'a'nk              | [ˈbaŋk]   | 'banco'          | Véase Fonología del sueco                                                                            |
| Turco           | Turco                 | 'a't                | [ät]      | 'caballo'        | Véase Fonología del turco                                                                            |